# سد معاوية
سد معاوية بوادي الخنق: سد معاوية بن أبي سفيان في وادي الخنق بالمدينة المنورة والذي بناه عام 50 هـ.

## الموقع

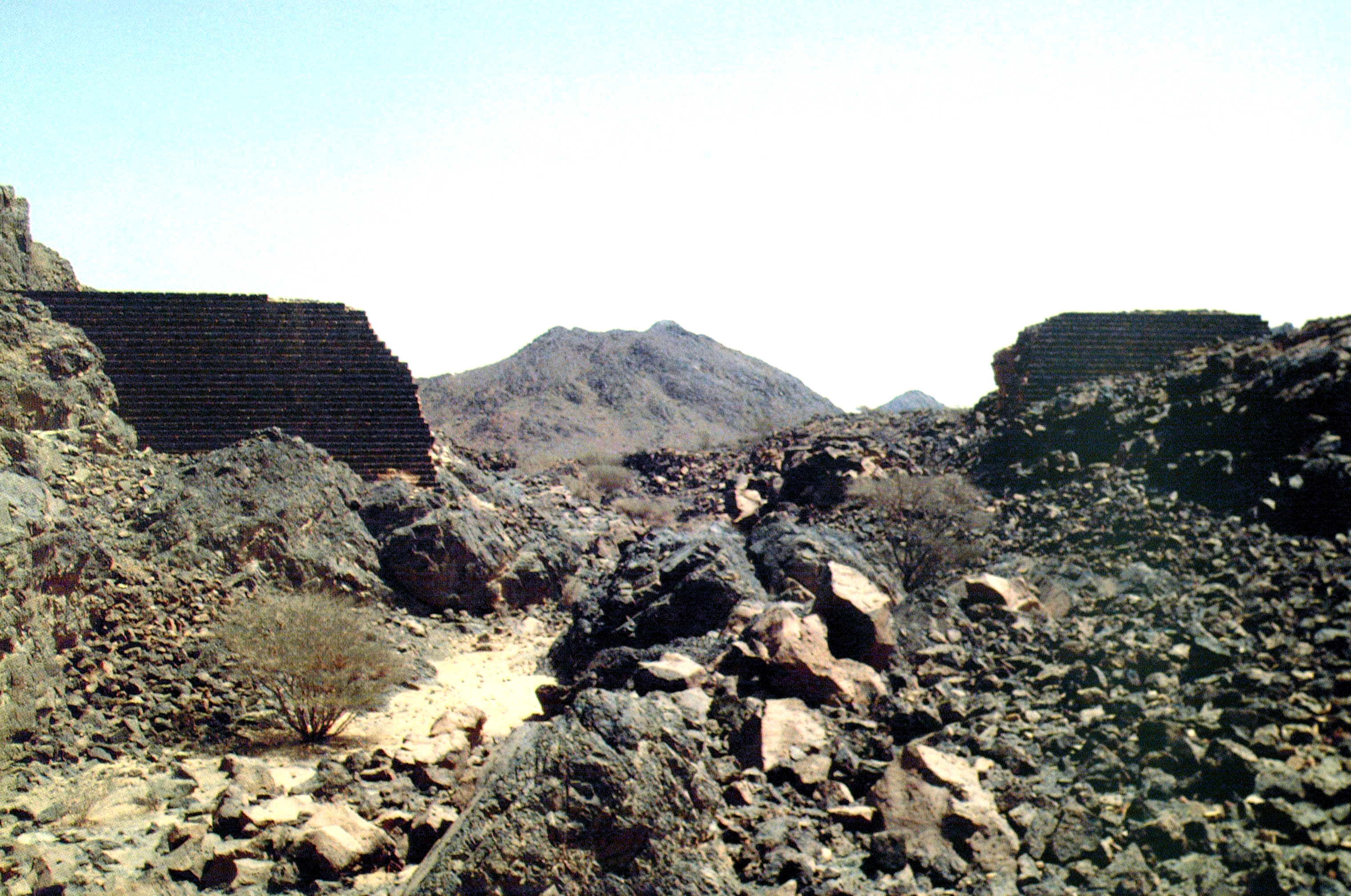
سعد معاوية بوادي الخندق

يقع هذا السد على وادي الخنق شرق المدينة المنورة وجنوب قرية العاقول بحوالي 15 كيلومترًا. يبلغ طوله الأصلي حوالي 30 مترًا وإرتفاعه من قاع الوادي إلى مستوى المنطقة المحيطة بحوالي 20 مترًا، ويبلغ عرض جدار السد عند القاعدة حوالي 10 أمتار، وقد تعرض السد في منتصفه للإنهيار نتيجة للزلازل التي أصابت المنطقة عبر القرون بالإضافة إلى السيول الجارفة التي تصب في هذا الممر الضيق من الوادي. وعلى مقربة من هذا السد يوجد سدًا أخر أكثر طولًا وأقل إرتفاعًا وقد أُقيم لحجز المزيد من مياه السيول التي تفيض من بحيرة السد الأول وقد تعرض هذا السد أيضًا للإنهيار من منتصفه مثل السد السابق.
وسد وادي الخنق من أحدث السدود المكتشفة والتي لم تكن معروفة ويُعَدْ كلا السدين مثالًا بارزًا لهندسة المسلمين في إقامة السدود خاصة وأن حجر التأسيس لهذا عُثر عليه في قمة السد الرئيس وعليه اسم معاوية بن أبي سفيان. وهناك سدودًا أخرى من أهمها سد وادي رانوناء، والذي بناه عبد الله بن عمرو بن عثمان بن عفان جنوب المدينة المنورة شمال جبل عسير، وسد وادي السد وبقايا سد عاصم في الجماوات في الجهة الغربية من وادي العقيق.
وقد بقي هذا السد شاهدًا على عظمة الحضارة الإسلامية رغم مرور أكثر مما يقارب الألف وأربعمائة عام على بنائه وقد انهار جزء منه في عام 654هـ بسبب الزلزال الذي أصاب المدينة والبركان الذي ثار في تلك السنة قريبًا من هذا السد.